# Josh Acheampong
Joshua Kofi Acheampong (Waltham Forest, 5 de maio de 2006) é um futebolista inglês de ascendência ganesa que atua como zagueiro ou lateral-esquerdo. Atualmente defende o Chelsea.

## Carreira
Em 3 de janeiro de 2024, Acheampong assinou o primeiro contrato profissional com o Chelsea, e em março do mesmo ano, foi relacionado pela primeira vez a um jogo oficial dos Blues, vestindo a camisa 63, mas não saiu do banco de reservas na vitória por 3 a 2 sobre o Newcastle United. Em 2 de maio (3 dias antes de completar 18 anos), fez sua estreia profissional contra o Tottenham Hotspur, substituindo Alfie Gilchrist aos 40 minutos do segundo tempo, quando o Chelsea já vencia por 2 a 0.
Depois de um período afastado após problemas na renovação do contrato, Acheampong jogou sua primeira partida como titular em dezembro, contra o Astana, válida pela quinta rodada da fase de liga da Liga Conferência da UEFA, atuando os 90 minutos na vitória por 3 a 1, e 3 dias depois renovou seu vínculo com a equipe londrina até junho de 2029. Jogou ainda mais 4 partidas na Premier League, uma pela Copa da Liga Inglesa e mais 6 pela Liga Conferência, vencida pelos Blues.

## Carreira internacional
Convocado para as seleções de base da Inglaterra desde 2022, Acheampong integrou a equipe Sub-17 que terminou em quinto lugar na Eurocopa da categoria, disputado no ano seguinte. Jogou ainda a Copa do Mundo Sub-17, marcando um gol sobre a Nova Caledônia.
Entre setembro e outubro de 2024, estreou pelas seleções Sub-19 e Sub-20, ambas contra a Itália
Além do English Team, Acheampong é elegível também para defender Gana em jogos oficiais.

## Estatísticas
| Clube   | Temporada | Liga           | Liga     | Liga | Copa     | Copa | Copa da Liga | Copa da Liga | Europa   | Europa | Outros   | Outros | Total    | Total |
| Clube   | Temporada | Divisão        | Partidas | Gols | Partidas | Gols | Partidas     | Gols         | Partidas | Gols   | Partidas | Gols   | Partidas | Gols  |
| ------- | --------- | -------------- | -------- | ---- | -------- | ---- | ------------ | ------------ | -------- | ------ | -------- | ------ | -------- | ----- |
| Chelsea | 2023–24   | Premier League | 1        | 0    | 0        | 0    | 0            | 0            | —        | —      | —        | —      | 1        | 0     |
| Chelsea | 2024–25   | Premier League | 4        | 0    | 0        | 0    | 1            | 0            | 7        | 0      | 0        | 0      | 12       | 0     |
| Total   | Total     | Total          | 5        | 0    | 0        | 0    | 1            | 0            | 7        | 0      | 0        | 0      | 13       | 0     |

1. ↑  Jogos pela Liga Conferência da UEFA,

## Títulos
Chelsea
- Liga Conferência da UEFA: 2024–25[17]
- Mundial de Clubes FIFA: 2025[18]